# Gonadotropina coriònica humana

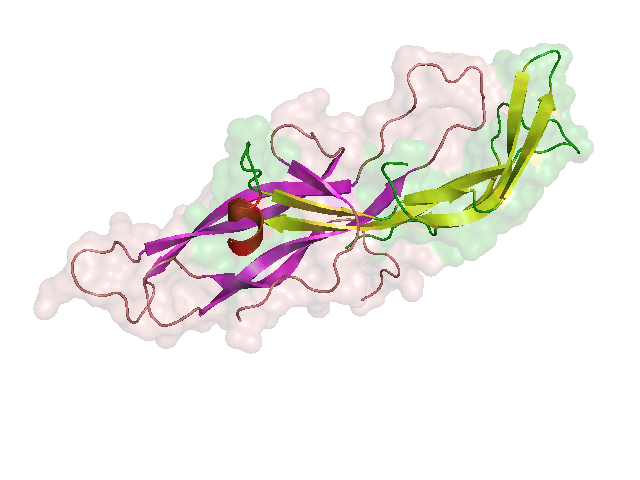
Model molecular de la gonadotropina coriònica humana.

La gonadotropina coriònica humana (hCG) o beta-hCG és l'hormona de tipus peptídic segregada a l'embrió i la placenta de les dones embarassades i al cervell, amb diferents funcions en homes i dones: en la dona estimula la maduració de l'òvul i en l'home la secreció de testosterona.
L'hCG durant l'embaràs prevé la desintegració del cos luti a l'ovari i, per tant, manté la producció d'estrògens, summament importants per l'embaràs; a més, intervé en la tolerància immunitària durant l'embaràs. Com que la dona comença a secretar l'hCG al cap dels primers 6 dies de quedar embarassada, es pot usar com a marcador de l'embaràs.
Els fetus amb alteració cromosòmica poden tenir alterats els valors de la beta-hCG lliure o l'hCG. En la trisomia 21, en general, estan elevats, i són sospitosos de patologia els valors superiors a 2,5 MoM. En les trisomies 13 i 18, en general, són baixos, i es consideren sospitosos valors inferiors a 0,4 MoM.